# Amr Armanazi
Amr Armanazi (en arabe عمرو أرمنازي) est un scientifique syrien né le 7 février 1944. À la retraite depuis 2020, il était le directeur du Centre d’études et de recherches scientifiques (CERS), responsable du programme chimique syrien, y compris la production de sarin et de substances chimiques utilisées comme armes durant le conflit syrien. Il est de ce fait placé sous sanctions internationales.

## Biographie
Amr Armanazi naît en 1944. Son père Muhammad Najib, né à Hama en 1897, est ambassadeur de Syrie au Royaume-Uni, en Inde puis en Égypte, et emmène occasionnellement ses deux fils, Amr et Hayat. Amr Armanazi  est Hoda Armanazi, soutien actif public du régime de Bachar el-Assad. Leurs deux fils, Bisher et Zaith, ont obtenu la nationalité britannique, de même que le frère aîné d'Amr Armanazi, Gaith Armanazi, directeur exécutif de la Syrian-British society, lobby britannique pro-Assad,. Le couple Amr et Hoda Armanazi est proche de Hala Chaoui, Asma el-Assad et Fabienne Blineau, que l'on peut voir ensemble sur les réseaux sociaux lors de soirées beaujolais aux côtés de membres de l'ONG d'extrême-droite SOS Chrétiens d'Orient et de Pierre Le Corf,.

## Carrière et armes chimiques
Amr Armanazi est le directeur général du Centre d'études et de recherches scientifiques, subordonné au ministère de la Défense, qui produit et participe à la supervision de la modernisation de divers types d'armes, notamment non conventionnelles (armes chimiques et biologiques), et des missiles capables de les transporter. À ce titre, Armanazi est surnommé « chef des scientifiques chimistes » en Syrie, ou de « maître chimiste » du régime Assad.
Le CERS, qui se compose de différentes sections et de branches réparties sur trois sites, est géré par le général de brigade Bassam Hassan par l'intermédiaire d'agents de sécurité, sous les ordres du général de brigade Youssef Ajeeb, qui a été nommé pour succéder au général de brigade Abdel Halim Suleiman, tué en 2012 à Barzeh.
En 2012, Amr Armanzi est placé sur liste noire en 2012 par le gouvernement américain pour avoir dirigé  Centre d’études et de recherches scientifiques, impliqué dans la production de sarin et d'autres armes de destruction massive.
Le 23 juillet 2014, il est également placé sous sanctions par l'Union européenne, en tant que Directeur général du CERS, car il « soutient l'armée syrienne pour l'acquisition de matériel utilisé pour la surveillance et la répression des manifestants. Également chargé du développement et de la production d'armes non conventionnelles, y compris d'armes chimiques, ainsi que de missiles vecteurs. Acteur de la répression violente exercée contre la population civile »,. La révélation de l'obtention de la nationalité britannique par son fils, en 2017, juste après l'attaque chimique de Khan Cheikhoun, qui a tué une centaine de civils, dont 33 enfants, provoque l'émoi.